# Alin Simota
Alin Simota este un om de afaceri român, fost vicepreședinte al PNL.
Până în anul 2010, Alin Simota (43 de ani) era considerat cel mai bogat om din Valea Jiului, cu o avere de peste 20 de milioane de euro, obținută în afacerile profitabile cu statul în domeniul energiei și al mineritului.
Simota s-a implicat în fotbal din 1998, când a devenit finanțator al Jiul Petroșani, și în politică, oficial din 2008, când a candidat la primărie, în Petroșani.
Alin Simota nu a devenit primar al municipiului Petroșani, dar popularitatea câștigată în urma implicării în fotbal și influența pe care o avea în Valea Jiului i-au asigurat din același an locul de consilier județean.
În 2012, Simota de afaceri a schimbat fotoliul de consilier județean cu cel de consilier local al municipiului Petroșani.

## Condamnare penală
La data de 26 iulie 2017 Alin Simota a fost arestat și încarcerat la penitenciarul Prahova. El a fost condamnat într-un dosar de trafic de influență, fapte realizate în perioada când era consilier județean Hunedoara.